# Troma's War
Troma's War è un film del 1988, co-diretto da Lloyd Kaufman e Michael Herz, prodotto dalla Troma.
È considerato uno dei migliori film della Troma, e uno dei più "seri" per quanto riguarda i contenuti. Inoltre è stato uno dei primi film ad affrontare il tema dell'AIDS.

## Trama
Un aereo con a bordo un gruppo di cittadini di Tromaville precipita su un'isola che si rivela abitata da una banda di militari che mirano a rovesciare il governo degli Stati Uniti d'America e ad instaurare una dittatura mondiale, comandati da un mostro a due facce.
Il destino del mondo è così nelle mani di un venditore di auto usate, un uomo settantenne obeso, una casalinga, un punk, una ragazza cieca e una ragazza afroamericana.

## Censura
Il film ebbe alcuni problemi con la censura. La versione uscita nelle sale cinematografiche statunitensi infatti fu tagliata di 18 minuti. Per questo motivo il film non ebbe molto successo di pubblico, ma si rifece nel mercato home video risultando uno dei titoli della Troma più venduti.

## Collegamenti ad altre pellicole
- La morte al rallentatore di Parker ricorda un'analoga sequenza presente in Full Metal Jacket, diretto nel 1987 da Stanley Kubrick.
- In Tromeo and Juliet, diretto nel 1996 da Lloyd Kaufman, è presente nella stanza di Tromeo il poster del film.

## Slogan promozionali
- «There's nothing like a good war to make heroes of us all»
«Niente è meglio di una bella guerra per fare di tutti noi degli eroi».

## Riconoscimenti
- 1990 - Fantasporto
  - Premio della critica